# Илия Чанджиев
Илия Чанджиев е български възрожденски общественик, революционер и политик, кмет на Неврокоп.

## Биография
Роден е в Югозападна Македония, тогава в Османската империя. Преселва се в Неврокоп и става един от видните майстори чанджии, от където получава фамилното си име. Занимава се с революционна дейност и подкрепя крилото на Яне Сандански. След 1912 година поема ръководството на Неврокопската община.
Синът му Борис Чанджиев е политик, а дъщеря му Елена е женена за околийския управител в Неврокоп Тодор Кънчев.